# Лінлі Фрейм
Лінлі Фрейм (англ. Linley Frame, 12 листопада 1971) — австралійська плавчиня.
Учасниця Олімпійських Ігор 1992 року.
Чемпіонка світу з водних видів спорту 1991 року.
Призерка Чемпіонату світу з плавання на короткій воді 1993, 1995 років.
Переможниця Пантихоокеанського чемпіонату з плавання 1991 року.